# Spinosipella deshayesiana
Spinosipella deshayesiana is een tweekleppigensoort uit de familie van de Verticordiidae. De wetenschappelijke naam van de soort is voor het eerst geldig gepubliceerd in 1862 door P. Fischer.